# Aljechin-Chatard-Angriff
Der Aljechin-Chatard-Angriff ist eine Eröffnungsvariante der Französischen Verteidigung im Schach und geht auf die Spieler Albin, Chatard und Aljechin zurück.
|   | a | b | c | d | e | f | g | h |   |
| 8 |   |   |   |   |   |   |   |   | 8 |
| 7 |   |   |   |   |   |   |   |   | 7 |
| 6 |   |   |   |   |   |   |   |   | 6 |
| 5 |   |   |   |   |   |   |   |   | 5 |
| 4 |   |   |   |   |   |   |   |   | 4 |
| 3 |   |   |   |   |   |   |   |   | 3 |
| 2 |   |   |   |   |   |   |   |   | 2 |
| 1 |   |   |   |   |   |   |   |   | 1 |
|   | a | b | c | d | e | f | g | h |   |

Die Grundstellung des Aljechin-Chatard-Angriffs nach 6. h2–h4
Der Aljechin-Chatard-Angriff entsteht durch die Zugfolge
1. e2–e4 e7–e6 2. d2–d4 d7–d5 3. Sb1–c3 Sg8–f6 4. Lc1–g5 Lf8–e7
5. e4–e5 Sf6–d7 6. h2–h4 …
und ist in den ECO-Codes unter dem Schlüssel C14 klassifiziert.
Die Züge des Aljechin-Chatard-Angriffs wurden zuerst 1897 von Adolf Albin gespielt. In den Folgejahren beschäftigte sich der Pariser Schachspieler Chatard mit dieser Eröffnungsvariante. Größeren Bekanntheitsgrad erlangte die Eröffnungsvariante durch Aljechin, der diese 1914 in Mannheim gegen Fahrni spielte.
Wenn Schwarz das angebotene Bauernopfer mittels 6. … Le7xg5 7. h4xg5 Dd8xg5 annimmt, besitzt Weiß nach dem meist gespielten 8. Sg1–h3 Dg5–e7 9. Sh3–f4 die Initiative oder erhält nach dem neueren Versuch 8. Dd1–d3 ausreichende Kompensation.
Auch die Ablehnung des Opfers mittels 6. … a7–a6, 6. … f7–f6, 6. … 0–0 oder 6. … c7–c5 ist möglich. Bei 6. … c7–c5 sollte Schwarz auf 7. Lg5xe7 mit Ke8xe7 wiedernehmen, weil 7. … Dd8xe7 wegen 8. Sc3–b5 die Qualität oder das Rochaderecht verliert. 6. … a7–a6 bereitet c7–c5 vor.